# Deborah Charlesworth
Deborah Charlesworth FRS FRSE (de soltera Maltby,  1943) es una bióloga evolutiva británica, de la genética y la evolución, especialmente en la recombinación genética.

## Biografía
Charlesworth se doctoró en genética en la Universidad de Cambridge en 1968, e hizo un trabajo postdoctoral en Cambridge, la Universidad de Chicago y la Universidad de Liverpool. Fue profesora en la Universidad de Chicago de 1988-1997, puesto que dejó por una beca de investigación profesoral en la Universidad de Edimburgo. Se especializó en la evolución de la autoincompatibilidad genética en las plantas, en la selección que actúa sobre los rasgos que ayudan a las plantas a evitar la endogamia; exploró cuántas especies de hermafroditas rechazan su propio polen para evitar el peligro de la endogamía, la reducción de la condición física en la descendencia de individuos estrechamente relacionados, y es reconocida como líder en ese campo. Según la Web of Science, ha publicado más de 300 artículos en revistas académicas. Estos artículos han sido citados más de 10,000 veces y ella tiene un índice h de 53. Está casada desde 1967 con el biólogo evolutivo británico Brian Charlesworth.

## Premios y distinciones
- 2001: miembro de la Royal Society de Edimburgo.[5]
- 2005: miembro de la Royal Society (FRS).[6]
- 2011: Molecular Ecology Prize.
- 2019: Medalla de la Sociedad Genética en 2019.[7]
- 2020: Premio a la Trayectoria de la Sociedad por el Estudio de la evolución.[8]

## Obras seleccionadas
- Charlesworth, D,Wright, SI. (2001) Breeding systems and genome evolution. Current Opinion in Genetics & Development 11, 685–690.
- Jesper S. Bechsgaard, Vincent Castric, Deborah Charlesworth, Xavier Vekemans, Mikkel H. Schierup. 2006. The transition to self-compatibility in Arabidopsis thaliana and evolution within S-haplotypes over 10 million years. Molecular Biology and Evolution 23: 1741–1750.
- Asher D. Cutter, Scott E. Baird and Deborah Charlesworth. 2006 Patterns of nucleotide polymorphism and the decay of linkage disequilibrium in wild populations of Caenorhabditis remanei. Genetics 174: 901–913.
- Bergero, R., A. Forrest, E. Kamau, and D. Charlesworth. 2007. Evolutionary strata on the X chromosomes of the dioecious plant Silene latifolia: evidence from new sex-linked genes. Genetics 175:1945-1954.
- D. Charlesworth 2006 Balancing selection and its effects on sequences in nearby genome regions. PLoS Genetics 2: e64 DOI: 10.1371/journal.pgen.0020064.
- S. Qiu, R. Bergero, A. Forrest, V. Kaiser, D. Charlesworth 2010 Nucleotide diversity in Silene latifolia autosomal and sex-linked genes. Proceedings of the Royal Soc. 277: 3283-3290 (doi:10.1098/rspb.2010.0606).
- Bergero, R., and D. Charlesworth, 2011 Preservation of the Y transcriptome in a 10MY old plant sex chromosome system. Current Biology 21: 1470–1474.
- Jordan, C., and D. Charlesworth, 2012 The potential for sexually antagonistic polymorphism in different genome regions. Evolution 66: 505–516. DOI: 10.1111/j.1558-5646.2011.01448.x[9]